# Federal Amateur Hockey League
Federal Amateur Hockey League (kratica FAHL) je bila članska amaterska hokejska liga v Kanadi. Obstajala je od 1904 do 1909. Liga je bila profesionalna svoji zadnji dve sezoni, tedaj je bila znana kot Federal Hockey League (kratica FHL). 

## Zgodovina
Liga je bila ustanovljena 5. decembra 1903 na srečanju v hotelu Savoy v Montrealu.
Prvi funkcionarji lige so bili:
- W. Foran, Ottawa Capitals
- W. Fizgibbon, Cornwall
- A. Meunier, Nationals
- J. Strachan, Wanderers.

Prvi klubi, ki so bili odobreni za igranje v ligi, so bili Wanderersi, Capitalsi, Cornwall in Nationalsi. Trije od teh štirih klubov je zavrnila liga CAHL, medtem ko je četrti - Montreal Wanderers - sestojil iz razočaranih igralcev dveh CAHL moštev iz Montreala. Edino Cornwall je še bil član lige po koncu sezone 1904/05. 
Zmagovalec Stanleyjevega pokala Ottawa HC, tedaj znan pod vzdvekom Ottawa Silver Seven, je za sezono 1904/05 zapustil ligo CAHL in se pridružil FAHL, medtem ko so Montreal Nationalsi potovali v obratni smeri in se pridružili CAHL. 
Sezona 1906/07 se je predčasno končala zavoljo smrti hokejista Cornwalla Owena McCourta. Slednji je umrl v pretepu na ledeni ploskvi na tekmi 6. marca 1907 med Cornwallom in Ottawa Victorias. Incident je privedel do tega, da je bila zoper hokejista Ottawa Victorias Charlesa Massona vložena obtožba uboja. Massona so nato oprostili obtožbe, ker so priče na sojenju trdile, da so drugi hokejisti Ottawe udarili McCourta pred Massonovim udarcem. 
V sezoni 1907/08 je liga delovala s samo tremi moštvi, vsa so bila profesionalna. Brockville, ki ni bil sposoben vzpostaviti konkurenčnega moštva, je najel moštvo Renfrew Creamery Kings, da so igrali namesto njih. To je bilo za moštvo Ottawa Victorias nesprejemljivo, zato so odklonili, da bi igrali proti Renfrewu. Liga je morala posledično ustaviti delovanje.
V zadnji sezoni 1908/09 je Renfrew postal sam svoj član lige. Mesto Ottawe je zapolnilo moštvo Ottawa Senators, ki so ga organizirali bivši igralci moštva Ottawa Hockey Club - Alf Smith, Bouse Hutton, Arthur Moore in Rat Westwick, ki niso več igrali za prvo moštvo. 
Liga je razpadla leta 1909, Renfrew pa se je pridružil ligi NHA.

## Pregled sezon
| Sezona  | Moštva                                                                     | Prvak                                                                        |
| ------- | -------------------------------------------------------------------------- | ---------------------------------------------------------------------------- |
| 1904    | Cornwall, Montreal Le National, Montreal Wanderers, Ottawa Capitals        | Montreal Wanderers (po točkah)                                               |
| 1904/05 | Brockville, Cornwall, Montreal Montagnards, Montreal Wanderers, Ottawa HC† | Ottawa HC (po točkah)                                                        |
| 1905/06 | Brockville, Cornwall, Montreal Montagnards, Ottawa Victorias, Smiths Falls | Smiths Falls (po točkah)                                                     |
| 1906/07 | Cornwall, Montreal Montagnards, Morrisburg, Ottawa Victorias               | Ottawa Victorias (prvenstvo podeljeno po izstopu Montagnardsov in Cornwalla) |
| 1907/08 | Brockville Invincibles, Cornwall, Ottawa Victorias                         | Brez prvaka                                                                  |
| 1909    | Cornwall, Ottawa Senators, Renfrew Creamery Kings, Smiths Falls            | Renfrew                                                                      |

† zmagovalec Stanleyjevega pokala
- Po sezoni 1904 se je Montreal Le National pridružil ligi CAHL.
- Po sezoni 1904/05 so se Montreal Wanderers in Ottawa Hockey Club pridružili ligi ECAHA.